# Philip Ræder
Johan Philip Thomas Ræder (25. april 1795 på Nes, Gryttens Præstegæld i Romsdalen – 13. november 1869 i København) var en dansk officer, bror til Ditlev, Johan Christopher og Jacob Ræder.

## Napoleonskrigene
Han var søn af kaptajn, senere oberstløjtnant Johan Georg Ræder (1751-1808) og Catharina Margaretha født Lind (1759-1820). Han blev kadet 1807, sekondløjtnant 1811 og blev året efter ansat ved det Holstenske Skarpskyttekorps, med hvilket han deltog i kampene ved Bornhøved og Sehested (7. og 10. december 1813). Fra 1815 til 1818 var han med okkupationskorpset i Frankrig. Han blev premierløjtnant 1820 og kaptajn 1833. Ligesom broderen, Jacob Ræder, arbejdede han ved gradmålingen i Holsten, og ligesom denne fik han til hustru en datter af den rige etatsråd Baur: Han blev gift 11. juni 1840 i Blankenese med Elise Victorine Baur (12. april 1814 i Altona - 31. august 1894 i Taarbæk), datter af købmand, senere konferensråd, borgmester Georg Friederich Baur (1769-1865) og Marianne Heise (1781-1851). I dette ægteskab fik han en betydelig formue.

## Treårskrigen
Ved Treårskrigens udbrud stod Ræder, der 1847 var blevet major og henholdsvis 1846 og 1848 Ridder af Dannebrogordenen og Dannebrogsmand, ved 4. jægerkorps, som lå i Slesvig by. Denne af sydslesvigere bestående afdeling sluttede sig til oprøret; kun en mindre del af mandskabet og de fleste af Officererne, hvoriblandt Ræder, gik mod nord. Ræder kom ikke med i felttogets første kampe, derimod deltog han i træfningen ved Nybøl 28. maj som fører for 1. bataljon. Straks derefter blev han forpostkommandør og virkede som sådan både i Sundeved og i Nørrejylland. I december blev han oberstløjtnant og kommandør for 1. forstærkningsjægerkorps, og i 1849 deltog han med sin afdeling i fægtningerne i Sundeved.
Midt i april blev han kommandør for 6. brigade, en stilling, som han næppe fuldt ud var voksen. Han var en tapper og energisk soldat, men nervøs og febrilsk, var altid bange for at komme for sent og satte stedse sine reserver alt for tidlig ind. I slaget ved Fredericia kæmpede hans brigade glimrende i de Mezas avantgarde, men man mærkede ikke stort til Ræders føring; han blev dog udnævnt til oberst umiddelbart efter slaget.
I felttoget 1850 førte Ræder 5. brigade, der i slaget ved Isted indledede angrebet på slesvig-holstenernes venstre fløj. Ræders energiske angreb kastede i en håndevending de fjendtlige forposter over ende, og hans venstre fløj nåede snart helt op til Isted, men hans højre fløj blev så hårdt trængt af de tililende fjendtlige forstærkninger, at den måtte gå tilbage, uden at Ræder, der havde sat alt ind i 1. linje, kunne hjælpe den. Han sendte klokken 8½ overkommandoen en ret mistrøstig melding, hvori han bl.a. klager over, at han mangler "Patroner og Levnedsmidler". Ræder fik dog snart forstærkning, og hans brigade bidrog væsentligt til sejren. Hans tapre forhold lønnedes med Kommandørkorset.
I felttogets senere kampe kom Ræder ikke til at deltage; han blev generalmajor 1854, fik to år senere kommandoen over 2. infanteribrigade, blev sat til disposition 1860, fik 1862 afsked som generalløjtnant og døde 13. november 1869.
Han er begravet på Garnisons Kirkegård.

## Gengivelser
- Han er afbildet på litografi af hærens højstkommanderende 1850 efter tegning af Sophus Schack
- Formentlig afbildet på Niels Simonsens maleri fra 1852 af kampen 12. september 1850
- Portrætmaleri af J.P.T. Ræder ca. 1854
- Afbildet på fremstilling af krigsrådet i Vejlby 4. juli 1849 efter tegning af Knud Gamborg
- Fotografi af C.A. Jacobsen (Det Kongelige Bibliotek)